# Burlesque (trilha sonora)
Burlesque: Original Motion Picture Soundtrack é a trilha sonora do filme do Burlesque estrelado por Cher e  Christina Aguilera. Foi lançada dia 22 de novembro de 2010 pelo selo RCA Records. O primeiro single chama-se Express, lançado em 3 de novembro de 2010. Até cogitou-se ser The Beautiful People, mas não chegou a ser enviado para as rádios.
Os dois números de Cher são, "Welcome to Burlesque", composição de Lindsey Steven, Gerrard Mattew R.T e Midnigth Charlie, e  "You Haven't Seen the Last of Me" de Diane Warren, essa última já tem remixes oficiais feitos por djs como Almighty, Dave Aude, Stonebridge e Johnny Vicious, a faixa ganhou do Golden Globe, o prêmio de melhor canção original, atingiu a primeira posição do Hot Dance Club Songs da Billboard e tem sido enviada para as rádios Adult Contemporary, e concorreu a categoria de "Best Compilation Soundtrack For Visual Media" na 54ª Edição do Grammy Awards.
A trilha sonora chegou ao topo nos iTunes e iPod e ao topo nos charts da Inglaterra ING.
Nos EUA chegou ao topo da Billboard Digital Songs e da Billboard Soundtracks ficando por semanas na 1º colocação.
Vendeu 609 mil cópias só nos EUA e mais de 1 milhão cópias no mundo, sendo uma das trilhas sonoras mais vendidas de 2010.

## Certificações
| Origem         | Posição | Certificações | Vendas/ Cópias |
| -------------- | ------- | ------------- | -------------- |
| Estados Unidos | 18      | Ouro          | 609,000        |
| Austrália      | 2       | Ouro          | 35,000         |
| Canadá         | 16      | Ouro          | 40,000         |

## Faixas
| Edição padrão |                                         |                    |         |  |
| N.º           | Título                                  | Cantada por        | Duração |  |
| 1.            | "Something's Got a Hold on Me"          | Christina Aguilera | 3:07    |  |
| 2.            | "Welcome to Burlesque"                  | Cher               | 2:48    |  |
| 3.            | "Tough Lover"                           | Christina Aguilera | 2:02    |  |
| 4.            | "But I Am a Good Girl"                  | Christina Aguilera | 2:32    |  |
| 5.            | "Guy What Takes His Time"               | Christina Aguilera | 2:46    |  |
| 6.            | "Express"                               | Christina Aguilera | 4:23    |  |
| 7.            | "You Haven't Seen the Last of Me"       | Cher               | 3:33    |  |
| 8.            | "Bound to You"                          | Christina Aguilera | 4:27    |  |
| 9.            | "Show Me How You Burlesque"             | Christina Aguilera | 3:02    |  |
| 10.           | "The Beautiful People (from Burlesque)" | Christina Aguilera | 3:32    |  |

## Histórico de lançamento
| País           | Data                   | Gravadora  |
| -------------- | ---------------------- | ---------- |
| Alemanha       | 19 de Novembro de 2010 | Sony Music |
| Reino Unido    | 22 de Novembro de 2010 | RCA        |
| Estados Unidos | 22 de Novembro de 2010 | RCA        |
| Nova Zelândia  | 29 de Novembro de 2010 | Sony Music |